# Abidama rufula
Abidama rufula là một loài côn trùng thuộc họ Cercopidae. Tên khoa học của loài này được Distant công bố hợp lệ năm 1908.